# Czerwony deszcz w Kerali
Czerwony deszcz w Kerali – zjawisko opadu deszczu, które trwało z przerwami od 25 lipca do 23 września 2001 roku w indyjskim stanie Kerala.
Deszcz padający tam w tamtym czasie miał czerwono-brązową barwę oraz zawierał żywe komórki. Początkowo opady niecodziennego deszczu interpretowano jako skutek upadku meteorytu, ale później stwierdzono, że deszcze zostały zabarwione przez komórki zarodników alg z rodzaju trentepolia (Trentepohlia).